# Dinitrométhane
Le dinitrométhane est un composé chimique de formule CH2(NO2)2. Avec le nitrométhane, le trinitrométhane et le tétranitrométhane, il appartient à la série des dérivés nitrés du méthane, dont il est le dérivé géminal le plus simple.

## Propriétés
Il se présente sous la forme d'un liquide incolore.
Il est instable à température ambiante. Il peut être conservé en toute sécurité pendant plusieurs mois à 0 °C.